# Yung Wun
James Carlton Anderson nacido en 1982 y conocido como Yung Wun es un rapero de Atlanta, Georgia, conocido por su éxito "Tear It Up". En esta canción colaboran raperos del nivel de DMX, David Banner, Lil Flip y el productor Swizz Beatz. Yung Wun apareció en la canción "World War III" de Ruff Ryders, junto con Snoop Dogg, Scarface y Jadakiss.

## Carrera
Wun apareció por primera en una canción del rapero Drag-On en el disco de los Ruff Ryders. Después realizó apariciones en los disco de los artistas de Ruff Ryders Records. Hizo su aparición estelar en la canción World War 3. En 2004 sacó su primer (y único de momento) disco. Su primer sencillo pasó inadvertido en las listas pero es conocido por aparecer en el videojuego Madden NFL 2005. Su segundo sencillo, la canción "Tear It Up", fue un éxito y sonó mucho en las radios y el vídeo apareció bastante por las cadenas de música. El tema contiene un sample de la película Drumline y versiona, además, la canción Dancing Machine de los The Jackson 5. El estilo de Wun es muy de Southside con una voz muy enérgica y chillona junto con unas letras cargadas de ferocidad. Tristemente recordado por ser artista de un solo éxito. Otra canción de relevancia de Wun fue "Walk It, Talk It" con David Banner la cual aparecía en la banda sonora del videojuego Fight Night Round 2.
Actualmente Wun se dedica a actuar por toda la región de Georgia, donde es conocido y respetado.
Wun lanzó al mercado su nuevo sencillo, tras ocho años de inactividad, vía descarga digital. El sencillo lleva por nombre "Fire Green", el cual ha tenido gran repercusión en las estaciones de radio underground de Georgia. Pese a esto se desconoce si tiene previsto lanzar un nuevo álbum.

## Discografía
| Año  | Título                  | Posición      | Posición                | Posición | Posición    |
| Año  | Título                  | Billboard 200 | Top R&B/Hip hop álbumes | U.S. Rap | Heatseekers |
| ---- | ----------------------- | ------------- | ----------------------- | -------- | ----------- |
| 2004 | The Dirtiest Thirstiest | -             | 50                      | 24       | 11          |

## Singles
| Año  | Título                                                 | Posición     | Posición | Posición | Álbum                   |
| Año  | Título                                                 | U.S. Hot 100 | U.S. R&B | U.S. Rap | Álbum                   |
| ---- | ------------------------------------------------------ | ------------ | -------- | -------- | ----------------------- |
| 2004 | "Yung Wun Anthem" (featuring Swizz Beatz & Jadakiss)   | —            | —        | —        | The Dirtiest Thirstiest |
| 2004 | "Tear It Up" (featuring DMX, David Banner & Lil' Flip) | 76           | 39       | 21       | The Dirtiest Thirstiest |
| 2004 | "Walk It, Talk It" (featuring David Banner)            | —            | 97       | —        | The Dirtiest Thirstiest |
| 2012 | "Fire Green"                                           | —            | —        | —        | TBA                     |

### Colaboración
| Año  | Canción                                                                       | Posición     | Posición | Posición | Álbum              |
| Año  | Canción                                                                       | U.S. Hot 100 | U.S. R&B | U.S. Rap | Álbum              |
| ---- | ----------------------------------------------------------------------------- | ------------ | -------- | -------- | ------------------ |
| 2000 | "World War III" (Ruff Ryders feat. Yung Wun, Snoop Dogg, Scarface & Jadakiss) | -            | -        | -        | Ryde Or Die Vol. 2 |